# Phragmidium butleri
Phragmidium butleri är en svampart som beskrevs av Syd. & P. Syd. 1907. Phragmidium butleri ingår i släktet Phragmidium och familjen Phragmidiaceae.   Inga underarter finns listade i Catalogue of Life.